# Lactoria cornuta
Poisson vache à longues cornes
Espèce
Le Poisson vache à longues cornes (Lactoria cornuta) est une espèce de poissons tetraodontiformes de la famille des Ostraciidae.

## Description
C'est un poisson-coffre d'une taille allant jusqu'à 46 cm. Il est caractérisé par les deux excroissances en forme de cornes situées aux deux coins de son front, et qui lui valent ses noms vernaculaires et scientifique. Il possède deux autres cornes à l'opposé du corps, aux extrémités latéro-postérieures, tournées vers l'arrière. Sa queue est large, située à l'extrémité d'un pédoncule caudal allongé. Sa couleur est variable, allant du beige au brun en passant par le jaune, plus ou moins marbré de sombre (les motifs prennent parfois une forme de nid d'abeille, et il est constellé de taches d'un bleu électrique. 
Ce poisson est carnivore et broute notamment des coraux. Sa bouche épaisse et charnue est située en position basse, protubérante et orientée vers le sol. Il envoie des jets d'eau à haute pression contre le fond pour débusquer les invertébrés dont il se nourrit.
Ce poisson à la forme originale est apprécié en aquariophilie, où l'on sélectionne généralement des spécimens jaune vif. Il est parfois vendu séché comme objet décoratif.[réf. nécessaire]

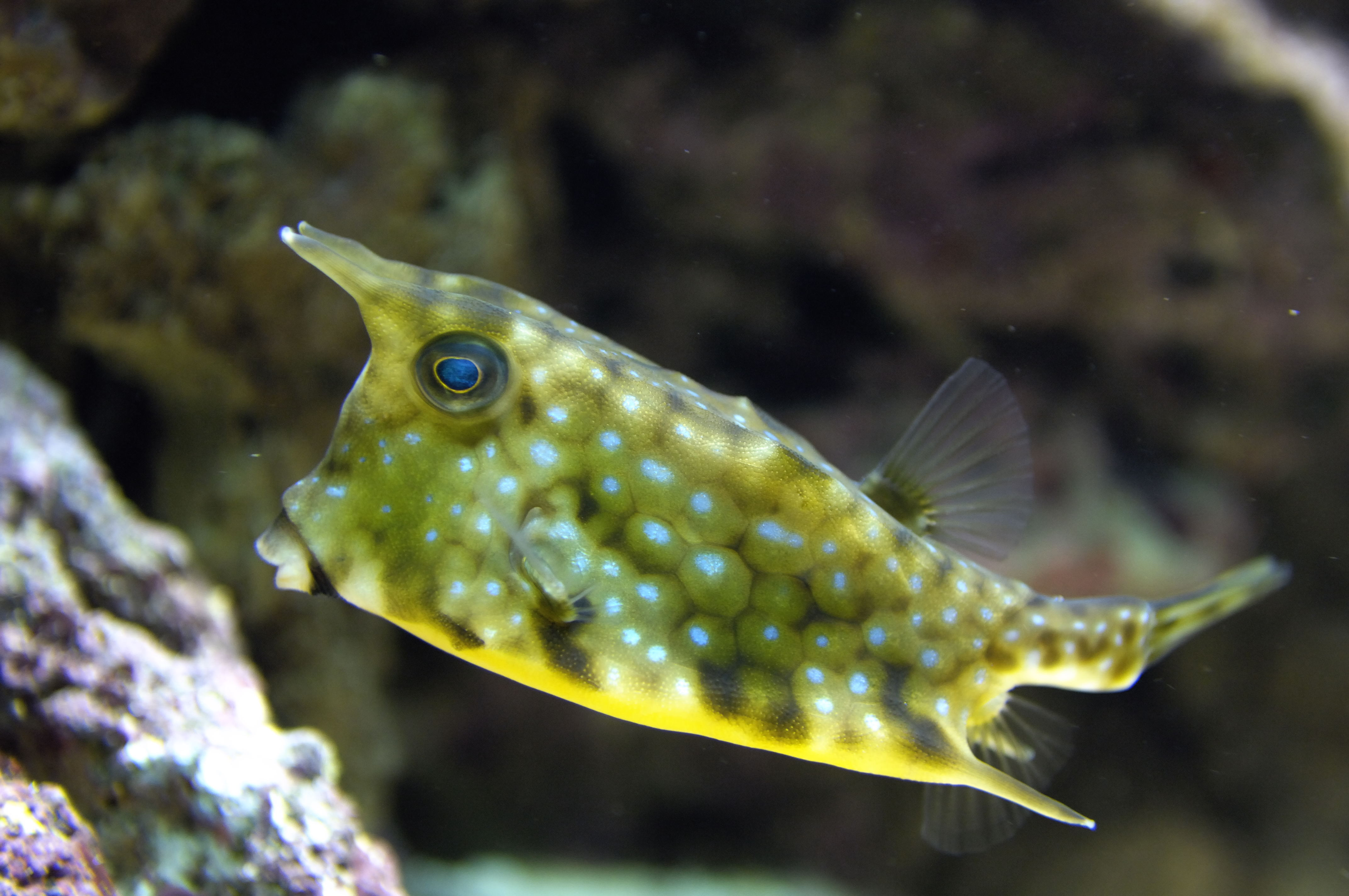
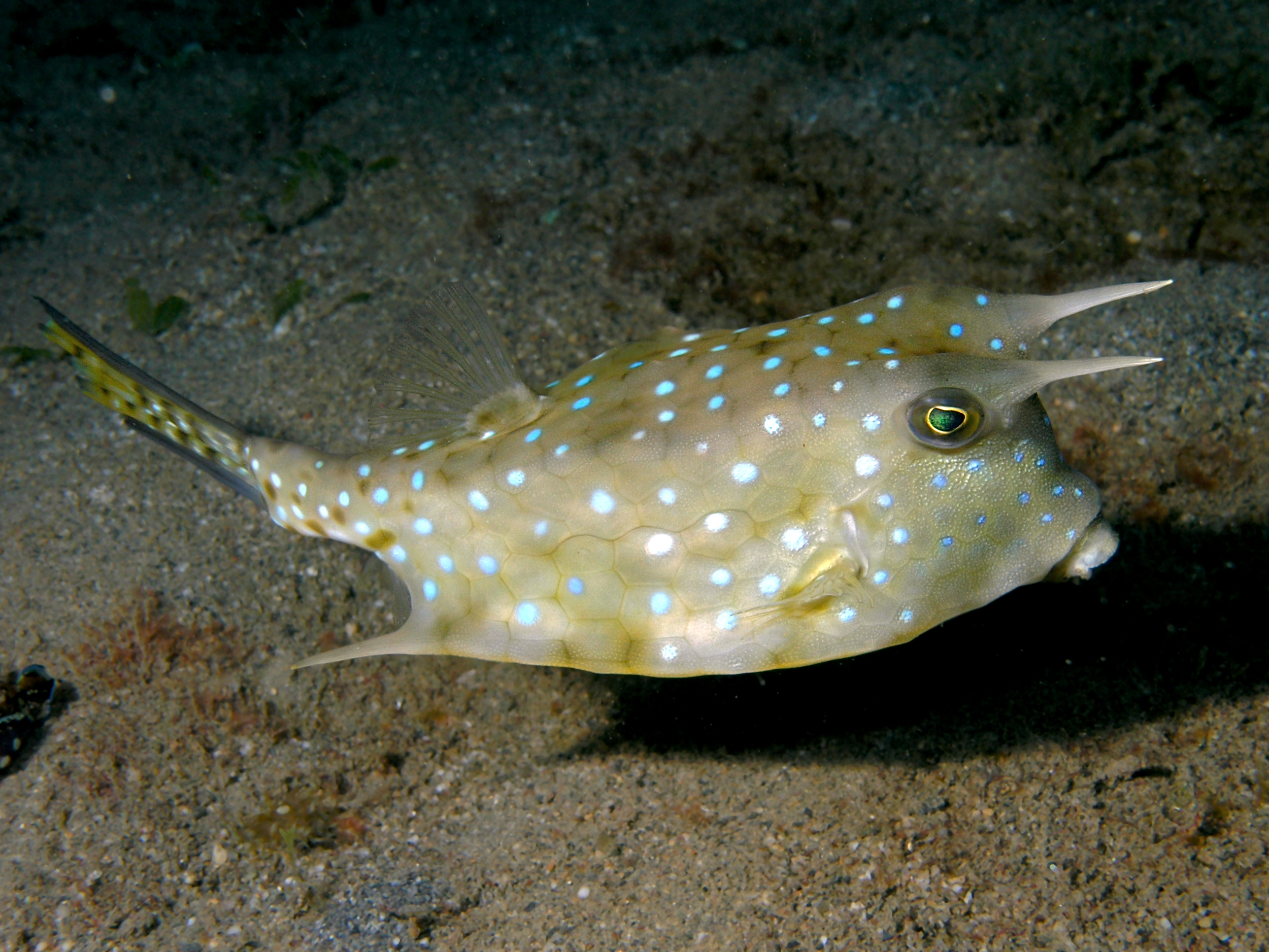
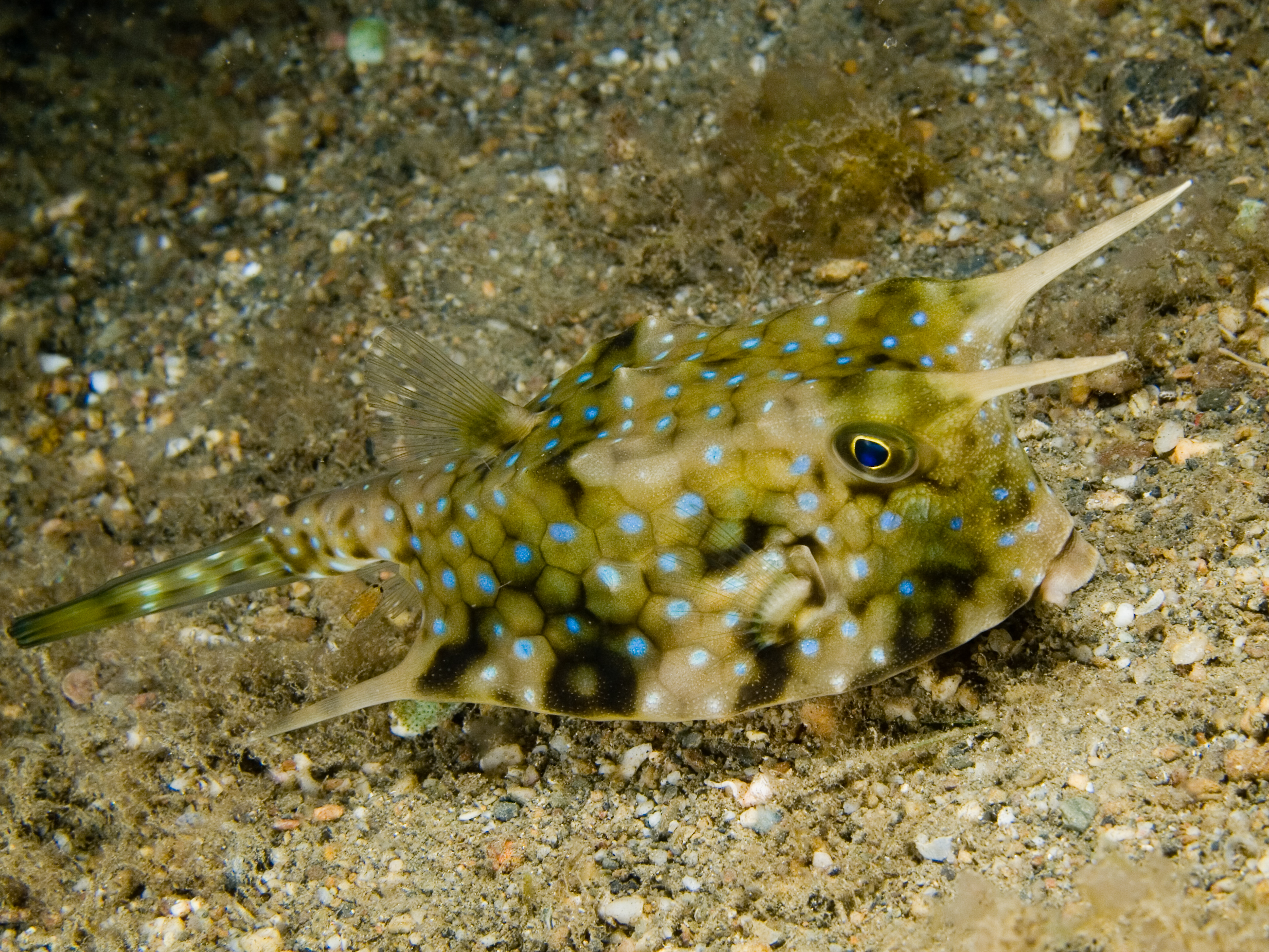
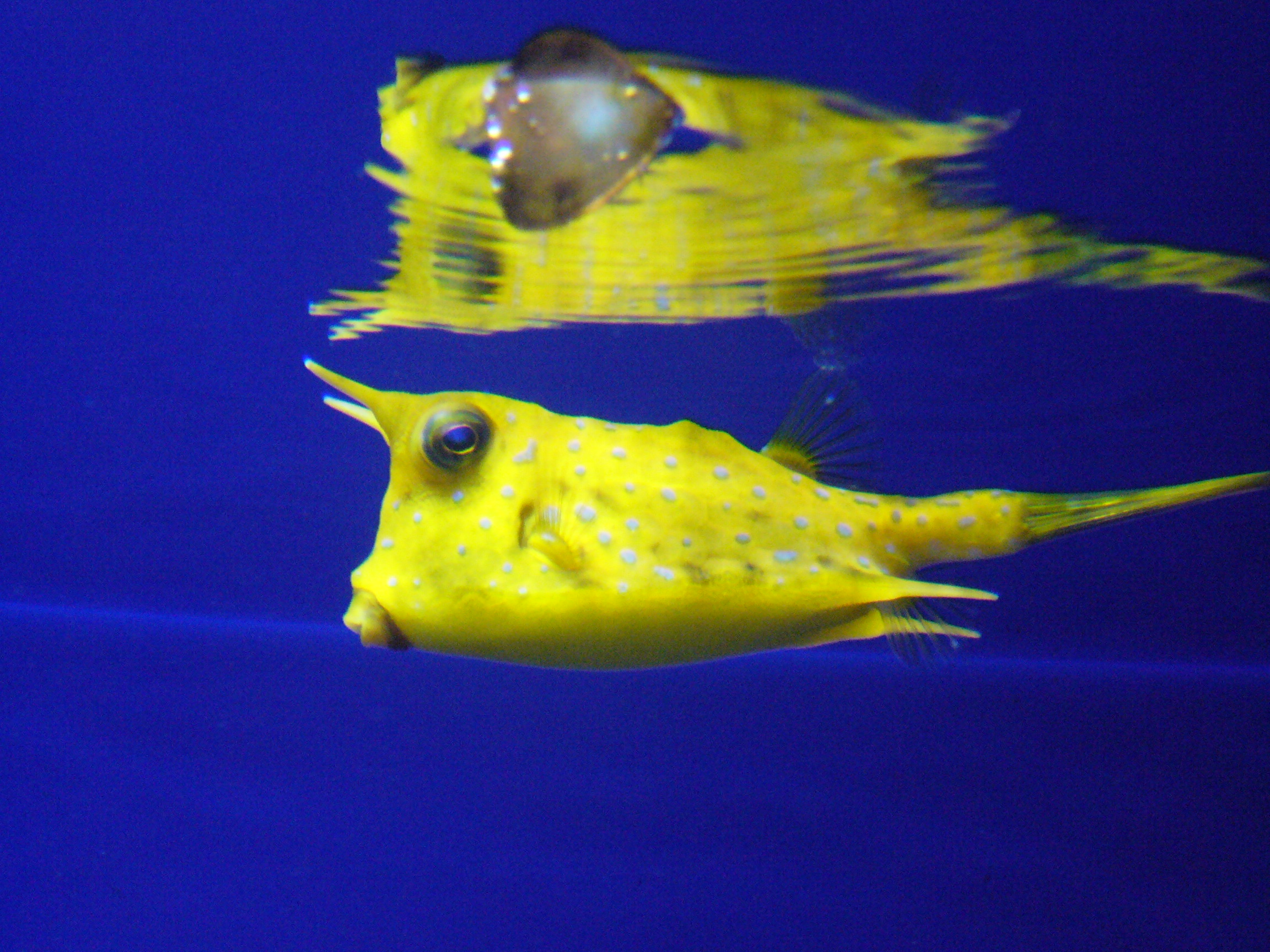
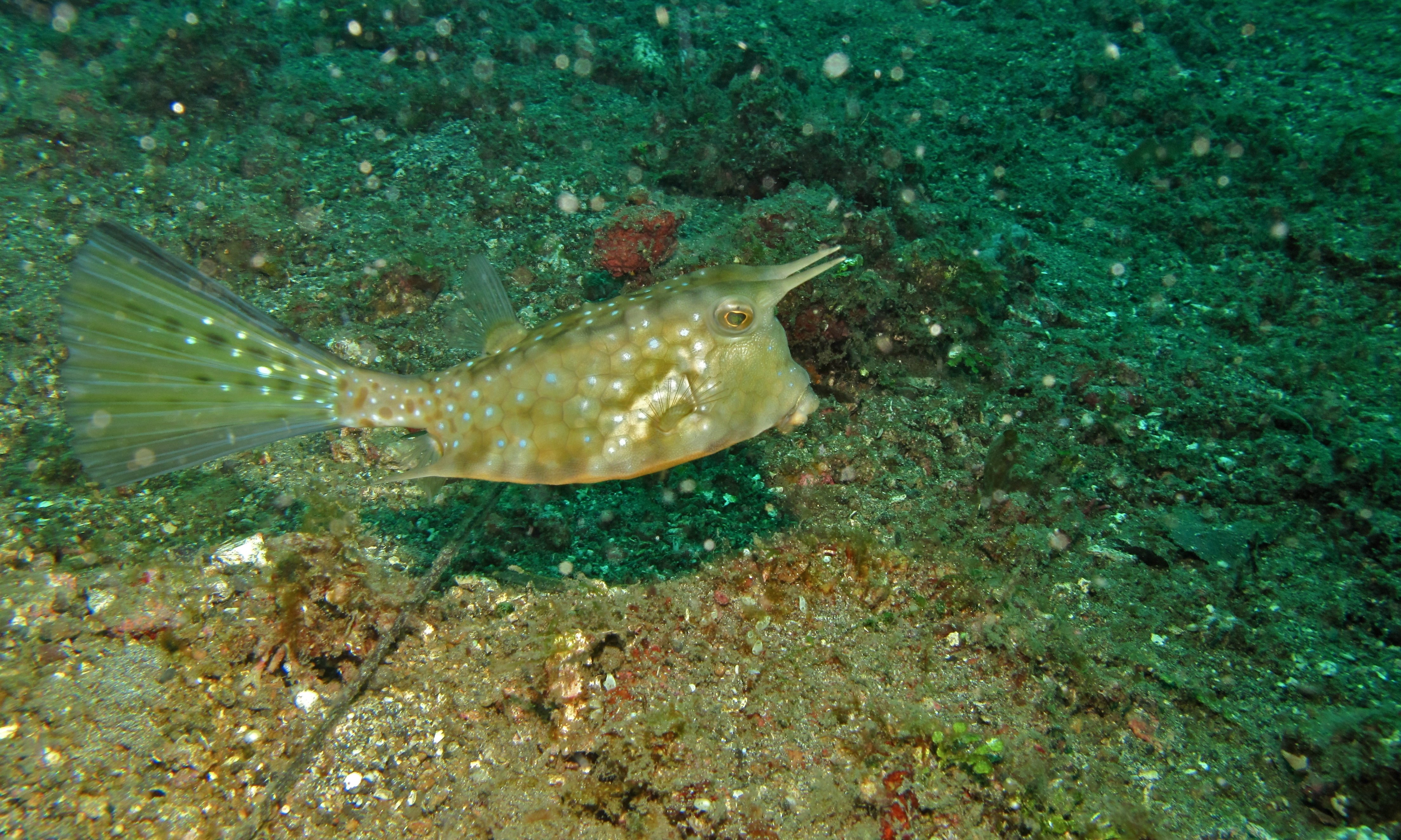

## Habitat et répartition
Ce poisson se rencontre dans tout l'Indo-Pacifique tropical, de l'Afrique à Hawaï. On le trouve principalement à proximité des récifs de corail et de prairies d'algues, entre la surface et 50 m de profondeur.